# Leucania radiata
Leucania radiata là một loài bướm đêm trong họ Noctuidae.